# Kolomna

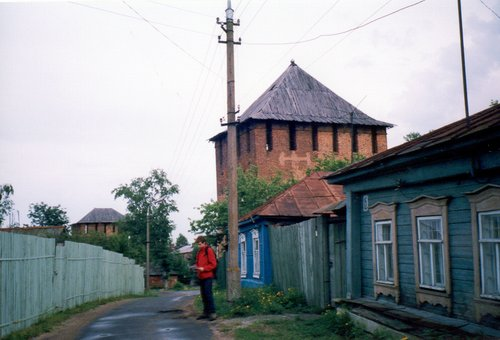
Strâduţă în kremlinul din Kolomna

Kolomna (rusă: Коломна) este un oraș din regiunea Moscova Rusia, situat la confluența dintre râul Moscova și râul Oka.